# 川崎市立田島支援学校
川崎市立田島支援学校・桜校（かわさきしりつたじましえんがっこう）は、神奈川県川崎市川崎区田島町・池上新町にある特別支援学校である。

## 歴史
（出典：）
- 1972年（昭和47年） - 川崎市立川中島小学校内に、川崎市立養護学校川中島分校として、小学部を開設。
- 1981年（昭和56年） - 中学部を開設。
- 1984年（昭和59年） - 高等部を開設。
- 1986年（昭和61年） - 川崎市立田島養護学校として開校。校舎は、田島校がある田島町に完成。校歌、校旗を制定。
- 2012年（平成24年） - 校舎建て替え工事の為、桜校がある池上新町の仮設校舎に移転。
- 2014年（平成26年） - 学校名を田島支援学校に変更。校舎建て替え工事が終わって、仮設校舎から高等部が田島校、小学部・中学部が桜校へ移転。
- 2018年（平成30年） - 川崎市立さくら小学校内にさくら分教室を設置。

## 周辺
- イトーヨーカドー川崎店
- 川崎市立渡田小学校
- 川崎市役所田島支所
- 川崎市立臨港中学校

桜校
- 川崎市立桜本中学校
- 川崎市立藤崎小学校